# ویکتور دیاز (بازیکن فوتبال، زاده ۱۹۸۸)
ویکتور دیاز (انگلیسی: Víctor Díaz؛ زادهٔ ۱۲ ژوئن ۱۹۸۸) بازیکن فوتبال اهل اسپانیا است.
از باشگاه‌هایی که در آن بازی کرده‌است می‌توان به باشگاه فوتبال لوگو، باشگاه فوتبال رکریتیوو اوئلوا، باشگاه فوتبال رئال اویدو، باشگاه فوتبال لگانس، و باشگاه فوتبال سلتاویگو اشاره کرد.
وی همچنین در تیم ملی فوتبال زیر ۱۹ سال اسپانیا بازی کرده‌است.